# Cantone di Concarneau
Il Cantone di Concarneau è una divisione amministrativa dell'arrondissement di Quimper.
A seguito della riforma approvata con decreto del 13 febbraio 2014, che ha avuto attuazione dopo le elezioni dipartimentali del 2015, è passato da 2 a 6 comuni.

## Composizione
I 2 comuni facenti parte prima della riforma del 2014 erano:
- Concarneau
- Trégunc

Dal 2015 i comuni appartenenti al cantone sono i seguenti 6:
- Concarneau
- Elliant
- Melgven
- Rosporden
- Saint-Yvi
- Tourch